# Preliminary Report of the United States Geological Survey of Montana and Portions of Adjacent Territories
Preliminary Report of the United States Geological Survey of Montana and Portions of Adjacent Territories (abreviado Prelim. Rep. U.S. Geol. Surv. Montana) es un libro con ilustraciones y descripciones botánicas que fue escrito por el   botánico estadounidense; Ferdinand Vandeveer Hayden y publicado en Washington D. C. en 1872 con el nombre de Preliminary Report of the United States Geological Survey of Montana and Portions of Adjacent Territories; being a fifth annual report of progress. 